# Drowners
Drowners je americko-velšská indie rocková skupina, která vznikla v New Yorku v roce 2011. Jejími členy jsou Matthew Hitt, Jack Ridley, Erik Lee Snyder a Daniel Jacobs. Jejich prvním počinem bylo EP Between Us Girls, které bylo vydáno na počátku roku 2013. V lednu 2014 vydali své debutový album Drowners se singlem "Luv, Hold Me Down".  V roce 2016 skupina vydala své druhé album On Desire.

## Historie
Kapela vznikla, když se Velšan Matthew Hitt přestěhoval v roce 2011 do New Yorku, kde se chtěl věnovat modelingu. Po získání titulu z anglické literatury měl podle vlastních slov čas "každý den psát a hrát na kytaru". Sehnal další tři muzikanty a spolu začali zkoušet a nahrávat. Kytarista Jack Ridley je původně ze severozápadu USA, zatímco baskytarista Erik Snyder vyrůstal nedaleko Filadelfie. 4. února 2013 vydali Drowners své první EP Between Us Girls pod britským vydavatelstvím Birthday Records. EP obsahuje tři krátké skladby, včetně singlu "Long Hair."
Skupina podepsala kontrakt s Frenchkiss Records a své debutové album začali nahrávat v květnu 2013. Nahrávání trvalo tři týdny a album bylo produkováno Gusem Obergem a Johnnym T.
Kapela se poprvé vydala do Evropy v únoru 2014 kvůli promu svého alba, ve Velké Británii odehráli několik málo koncertů a odjeli na turné s kapelami Cage the Elephant a SKATERS. V kapele se v této době vystřídalo několik bubeníků, včetně Joea Brodieho, později se stálým členem stal Daniel Jacobs.
Kapela se stala předskokany na turné Arctic Monkeys, The Vaccines a Foals a v únoru a březnu 2014 měla své první turné v Severní Americe a Evropě. Mimo jiné si zahráli na festivalu Coachella. O Vánocích 2015 dokončila kapela své druhé album.
V červnu 2016 skupina vydala album On Desire. Album produkoval Claudius Mitterndorfer a hlavním singlem se stala píseň "Cruel Ways".

## Diskografie

### Studiová alba
| Název alba | Podrobnosti o albu                                                            |
| ---------- | ----------------------------------------------------------------------------- |
| Drowners   | - Vydání: 28. ledna 2014 - Vydavatel: Frenchkiss Records - Formáty: CD, vinyl |
| On Desire  | - Vydání: 24. června 2016 - Vydavatel: Frenchkiss Records - Formáty: CD       |

### EP
- Between Us Girls (4. února 2013, Birthday Records)